# Калинкович, Григорий Маркович
Григорий Маркович Калинкович (11 июня 1917, Джанкой — 7 июня 1992, Москва) — советский композитор и педагог, Заслуженный деятель искусств РСФСР (1981), кандидат искусствоведения (1954).

## Биография
Григорий (Герш) Маркович Калинкович родился 11 июня 1917 года в Джанкое Таврической губернии.
Учился в Симферопольской музыкальной школе у педагогов Е. П. Сеферовой и Я. И. Богорада. В 1935 году поступил в Московскую государственную консерваторию (ныне - имени П. И. Чайковского) и закончил её (класс фортепьяно А. Б. Гольденвейзера) в 1940 году. В 1942 году закончил Военно-дирижёрский факультет Консерватории и поступил в адъюнктуру факультета. Закончив её по классу композиции у Б. Н. Лятошинского в 1945 году. 
До 1978 года преподавал в Высшем училище военных капельмейстеров — Высшем училище военных дирижёров — Институте военных дирижёров — Военно-дирижёрском факультете при Московской государственной консерватории: с 1945 года — преподаватель, затем, после защиты в 1954 году кандидатской диссертации и получения звания кандидата искусствоведения, с 1955 года — доцент, в 1958-1960 годы — заместитель начальника кафедры, с 1960 года — старший преподаватель, с 1966 года — начальник кафедры инструментовки и чтения партитур.
Умер 7 июня 1992 года в Москве. Урна с прахом захоронена в колумбарии на Ваганьковском кладбище.

### Семья
- В 1942 году, во время немецкой оккупации Крыма, отец, мать, дядя, родная сестра и ещё 10 родственников были расстреляны немцами и коллаборационистами.
- Жена — Анна Моисеевна Калинкович (урождённая Зак, 1918—1982)
  - Сын — Александр Григорьевич Калинкович (род. 1945)
  - Сын — Виталий Григорьевич Калинкович (1950 - 2020)

## Награды и звания
- Заслуженный деятель искусств РСФСР (1981 год)
- Доцент (1955 год)
- Воинское звание - полковник
- Награды: 09.05.1945 - Медаль «За победу над Германией в Великой Отечественной войне 1941—1945 гг.», 15.11.1950 - Медаль «За боевые заслуги», 30.12.1956 - Орден Красной Звезды, 06.04.1985 - Орден Отечественной войны II степени.

## Основные произведения
- Фантазия на тему Паганини
- Элегия памяти Д. Д. Шостаковича (1976)
- Г. Калинкович Концерт-каприччио для саксофона и альта с духовым оркестром
- три симфонии (1972—1980)
- для духового оркестра — фантазии на темы песен Великой Отечественной войны (1943), на темы песен о Москве (1964), Торжественно-героическая увертюра памяти генерала Карбышева (1965), увертюры: Праздник Победы (1968), Молодёжная (1969), Траурно-героическая поэма (1968), сюиты: Пионерия (1969), Эстрадная (1970), Балетная (1973), Торжественная ода к 100-летию со дня рождения В. И. Ленина (1969), симфония-поэма Огненные годы (1972), Концерт (1973), Музыка для возложения венков (1973), Вальс-элегия (1975), Русский марш-частушка (1975)
- для трубы и духового оркестра — Поэма (1967)
- для кларнета и духового оркестра — Концерт-вариации (1974)
- для трех саксофонов — Концертный вальс (1962), Триптих (1974)
- для трубы и фортепьяно — Романс (1949)
- для фортепьяно — Сонатина (1939), Три прелюдии и фуги (1939), Соната (1940), Три концертных этюда (1952)
- для тромбона — Концертино (1975)
- для баритона — Концерт (1974)
- для трубы и фортепьяно — Романс (1949)
- для фортепьяно — Сонатина (1939), Три прелюдии и фуги (1939), Соната (1940), Три концертных этюда (1952)
- для голоса и фортепьяно — Два сонета В. Шекспира (1956)
- песни, в том числе Колыбельная (сл. Н. Сидоренко, 1967), Тихо в лесу (сл. Н. Сташек, 1968), Наши подруги (сл. Н. Сташек, 1969), Солдаты в бронзовых шинелях (сл. И. Гайковича, 1969), И бомбы рвутся вновь (сл. И. Лапирова, 1970).

## Книги
- Курс инструментовки для духового оркестра (ч. II, гл. «Валторна». М., 1951; ч. 2, гл. V. М., 1967)
- Задачник по транспозиции (совместно с Я. Каабаком). М., 1958
- Учебник инструментовки для духового оркестра (рук. авторского коллектива и автор II раздела «Характерные медные инструменты»). М., 1976.
- Н. А. Римский-Корсаков — инспектор военно-музыкальных хоров морского ведомства. М., 1952.